# Резонансно-туннельный диод
Резона́нсно-тунне́льный дио́д (РТД, англ. resonant-tunneling diode, RTD) — полупроводниковый элемент электрической цепи с нелинейной вольт-амперной характеристикой, 
в котором используется туннелирование носителей заряда через окружённую двумя потенциальными барьерами потенциальную яму.
Резонансно-туннельный диод имеет участок вольтамперной характеристики с отрицательной дифференциальной проводимостью.

## Структура РТД
В резонансно-туннельном диоде используется гетероструктура, в которой потенциальная яма для носителей заряда, например, для электронов, отделена от контактных легированных областей потенциальными барьерами. Например, область потенциальной ямы может быть выполнена из GaAs, области потенциальных барьеров — из Ga1-xAlxAs, внешние области — из легированного донорами GaAs. Зависимость потенциальной энергии от координаты вида контакт—барьер—яма—барьер—контакт создается соответствующим профилем энергии края зоны проводимости {\displaystyle E_{c}(x)}. Скачки {\displaystyle E_{c}} имеют место на стыках материалов.

## Принцип действия
Через гетероструктуру РТД с высокой вероятностью проходят только те электроны, энергии которых приблизительно совпадают с энергиями квантованных уровней в потенциальной яме. Эта вероятность значительно превышает произведение вероятностей прохождения {\displaystyle T_{1}}, {\displaystyle T_{2}} через индивидуальные барьеры и может быть близкой к единице. Электроны с большей или меньшей энергией проходят через структуру с крайне низкой вероятностью {\displaystyle T_{1}T_{2}}. 
Основная часть электронов в эмиттирующем контакте расположена энергетически близко к краю зоны проводимости в этой области. При нулевом напряжении этот край обычно лежит ниже, чем даже первый уровень {\displaystyle E_{1}} ямы. С повышением приложенного к гетероструктуре напряжения происходит деформация профиля {\displaystyle E_{c}(x)} и, когда энергия электронов в эмиттере становится близкой к энергии квантованного уровня внутри ямы, электрический ток через структуру резко увеличивается. Однако при дальнейшем повышении напряжения на диоде электроны эмиттера оказываются выше, чем уровень, по энергии и вероятность их сквозного прохождения снова становится низкой — сила тока через гетероструктуру падает. В итоге возникает область отрицательной дифференциальной проводимости. Для практических целей желательно, чтобы отношение токов в пике и в следующем за ним минимуме вольт-амперной характеристики, называемом «долиной», (англ. peak-to-valley current ratio, PVCR) было высоким.  
При наличии нескольких уровней ({\displaystyle E_{2}}, {\displaystyle E_{3}} и т.д.) резонансное прохождение электронов возможно, соответственно, при нескольких напряжениях, но чаще всего используется только первый уровень.

## Использование
Отрицательная дифференциальная проводимость резонансно-туннельного диода применяется для создания высокочастотных генераторов электрических колебаний. Частоты таких генераторов могут достигать терагерцового диапазона.